# Eusebio Di Francesco
Eusebio Di Francesco (ur. 8 września 1969 w Pescarze) – włoski trener piłkarski i piłkarz, który występował na pozycji pomocnika.

## Kariera klubowa
Pierwszym klubem Di Francesco w sportowej karierze był Empoli FC. W jego barwach zadebiutował w sezonie 1987/1988 w Serie A, jednak był to jego jedyny mecz, a drużyna spadła z ligi. W kolejnych sezonach Eusebio był już podstawowym zawodnikiem Empoli, jednak już w sezonie 1988/1989 klub ponownie przeżył degradację i sezony 1989/1990 oraz 1990/1991 Di Francesco spędził grając w Serie C1. Latem 1991 przeszedł do AS Lucchese. W drużynie tej spędził pełne 4 sezony grając w Serie B.
Latem 1995 Di Francesco przeszedł do pierwszoligowej Piacenzy Calcio. W Piacenzy zadebiutował 27 sierpnia w przegranym 1:4 wyjazdowym meczu z S.S. Lazio. Od samego początku zaczął grać w pierwszym składzie i przez 2 lata pobytu na Stadio Leonardo Garilli Di Francesco opuścił zaledwie jeden ligowy mecz. Z Piacenzą jednak nie osiągał sukcesów i co roku bronił się przed spadkiem z Serie A.
W 1997 roku dobra i równa gra Di Francesco została zauważona w Rzymie i latem podpisał on kontrakt z AS Roma. W Romie zadebiutował 31 sierpnia w wygranym 3:1 wyjazdowym meczu z Empoli. W pierwszym sezonie gry w rzymskim zespole był jedną z czołowych postaci w linii pomocy obok Damiana Tommasiego, Luigiego Di Biagia czy Francesca Tottiego. Zdobył 4 gole w sezonie i z Romą, prowadzoną przez Czecha Zdenka Zemana zajął 4. miejsce w lidze. W sezonie 1998/1999 doszedł z Romą do ćwierćfinału Pucharu UEFA, a w lidze zajął 5. miejsce z 8 golami stając się czwartym strzelcem zespołu. W kolejnym sezonie także grał w Pucharze UEFA, a ligę zakończył na 6. miejscu. Jednak u kolejnego trenera, Fabia Capella, w końcu stracił miejsce w jedenastce i w sezonie 2000/2001, w którym to Roma zdobyła pierwsze od 18 lat mistrzostwo Włoch, rozegrał zaledwie 5 meczów.
W 2001 roku Di Francesco odszedł do Piacenzy, w której ponownie grał w wyjściowej jedenastce. W 2002 roku pomógł zespołowi w utrzymaniu się w Serie A, jednak w 2003 roku klub ostatecznie spadł do Serie B. Po sezonie Eusebio przeniósł się do beniaminka Serie A, Ancony Calcio. Spędził w niej zaledwie pół roku (spadła z ligi zajmując ostatnią pozycję) i jeszcze zimą 2004 został piłkarzem Perugii, z którą także spadł z ligi. Spędził w niej jeszcze sezon 2004/2005, jednak z powodu kłopotów finansowych Perugię ukarano degradacją do Serie C1, a Di Francesco zdecydował się wówczas zakończyć piłkarską karierę w wieku 36 lat.
| Sezon   | Klub            | Kraj   | Rozgrywki | Mecze | Bramki |
| ------- | --------------- | ------ | --------- | ----- | ------ |
| 1987/88 | Empoli FC       | Włochy | Serie A   | 1     | 0      |
| 1988/89 | Empoli FC       | Włochy | Serie B   | 34    | 0      |
| 1989/90 | Empoli FC       | Włochy | Serie C1  | 33    | 1      |
| 1990/91 | Empoli FC       | Włochy | Serie C1  | 34    | 2      |
| 1991/92 | AS Lucchese     | Włochy | Serie B   | 33    | 2      |
| 1992/93 | AS Lucchese     | Włochy | Serie B   | 34    | 3      |
| 1993/94 | AS Lucchese     | Włochy | Serie B   | 36    | 0      |
| 1994/95 | AS Lucchese     | Włochy | Serie B   | 36    | 7      |
| 1995/96 | Piacenza Calcio | Włochy | Serie A   | 33    | 2      |
| 1996/97 | Piacenza Calcio | Włochy | Serie A   | 34    | 3      |
| 1997/98 | AS Roma         | Włochy | Serie A   | 33    | 4      |
| 1998/99 | AS Roma         | Włochy | Serie A   | 33    | 8      |
| 1999/00 | AS Roma         | Włochy | Serie A   | 30    | 2      |
| 2000/01 | AS Roma         | Włochy | Serie A   | 5     | 0      |
| 2001/02 | Piacenza Calcio | Włochy | Serie A   | 31    | 6      |
| 2002/03 | Piacenza Calcio | Włochy | Serie A   | 30    | 6      |
| 2003/04 | Ancona Calcio   | Włochy | Serie A   | 9     | 0      |
| 2003/04 | AC Perugia      | Włochy | Serie A   | 14    | 1      |
| 2005/06 | AC Perugia      | Włochy | Serie B   | 22    | 1      |

## Kariera reprezentacyjna
W reprezentacji Włoch Di Francesco zadebiutował za kadencji Dino Zoffa, a fakt ten miał miejsce 5 września 1998 roku w wygranym 2:0 wyjazdowym meczu z Walią, rozegranym w ramach kwalifikacji do Euro 2000. W kwalifikacjach grał w pierwszym składzie Włochów, jednak ostatecznie na turniej w Belgii i Holandii nie pojechał z powodu spadku formy i straty miejsca w składzie Romy. Ogółem w kadrze Włoch Di Francesco rozegrał 12 meczów i strzelił 1 gola (wygranym 6:2 w grudniu 1998 z Gwiazdami FIFA, rozegranym z okazji 100-lecia Włoskiego Związku Piłki Nożnej).